# Phyllophaga maxima
Phyllophaga maxima är en skalbaggsart som beskrevs av Bates 1888. Phyllophaga maxima ingår i släktet Phyllophaga och familjen Melolonthidae. Inga underarter finns listade i Catalogue of Life.